# Rudi Schmiede
Rudi Schmiede (* 18. April 1946 in Darmstadt) ist ein deutscher Soziologe, der zum Verhältnis von Arbeit, Technik, Organisation und Gesellschaft forscht. Er war bis 2011 Professor für Soziologie an der Technischen Universität Darmstadt.

## Wissenschaftliche Laufbahn
1965–1972 studierte Schmiede Soziologie, Sozialpsychologie, Politikwissenschaft und VWL in Frankfurt a. Main, Mainz sowie an der London School of Economics and Political Science. Er war Stipendiat der Studienstiftung des deutschen Volkes. 1972 schloss er sein Studium mit dem Diplom in Soziologie an der Universität Frankfurt a. Main ab.
1977 wurde er mit einer Arbeit über die historische Entwicklung von Arbeitsorganisation und Leistungsentlohnung in der deutschen Industrie promoviert.
1984 wurde er für das Fach Soziologie habilitiert mit Studien zu Gewerkschaften und Lohndynamik.
1972–1987 arbeitete Schmiede als wissenschaftlicher Mitarbeiter, ab 1985 als Heisenberg-Stipendiat am Institut für Sozialforschung an der Uni Frankfurt am Main; dort führte er empirische, historische und theoretische Studien durch, zu den verschiedenen Aspekten des Verhältnisses von Arbeit, Technik, Organisation, Wirtschaft und Gesellschaft (Entwicklung von Arbeitsbedingungen, Arbeitsorganisation und Technik, Industrielle Beziehungen und Gewerkschaftstheorie, Lohndynamik und Entlohnungsformen, Arbeitszeitprobleme, Arbeitsmarktentwicklung und Beschäftigungsstrukturen).
2005 war Schmiede Visiting Fellow an der University of California, Irvine, am Center for Research in Information Technology and Organizations (CRITO).
1987 wurde Schmiede als Professor für Soziologie an die TH Darmstadt (später TU Darmstadt) berufen. Sein Fachgebiet war Arbeit, Technik und Gesellschaft.
Seine Arbeitsschwerpunkte waren:
- Soziale Dimensionen und Gestaltung der Informations- und Kommunikationstechnologien
- Geschichtliche Entwicklung von Arbeit, Arbeit in der Informationsgesellschaft
- Sozialstrukturelle Entwicklungstendenzen moderner Gesellschaften
- Theorien der Informatisierung und der Wissensgesellschaft
- Digitale Bibliotheken und Integrierte wissenschaftliche Informations- und Wissenssysteme

Im Herbst 2011 wurde Schmiede in den Ruhestand verabschiedet.

## Wissenschaftliches Werk
Die Forschungen von Rudi Schmiede haben die längerfristigen gesellschaftlichen Veränderungen und Umbrüche zum Gegenstand, die mit dem strukturellen Wandel von Wirtschaft und Gesellschaft unter dem Einfluss von Formalisierung, Informatisierung und Wissensökonomie zusammenhängen; dafür spielen die Informations- und Kommunikationstechnologien eine besondere Rolle. Er konzentriert sich auf mehrere Forschungsziele:
- Die Untersuchung der Entstehung und der Grundzüge der „Informations-“ oder „Wissensgesellschaft“, also insbesondere aktueller Prozesse der Informatisierung und der Wissensökonomie unter Berücksichtigung ihrer historischen Entwicklung
- Die Analyse der Veränderungen von Arbeit und Organisation im Zuge der Informatisierung aller gesellschaftlichen Bereiche
- Die Betrachtung der Entwicklung von Informationstechnik und Informationssystemen als Technologien sowie in ihrer Bedeutung für die Veränderungen von Organisation und Kooperation
- Die Beschäftigung mit Veränderungen in der Stellung des Einzelnen in der Gesellschaft im Zuge der Durchsetzung der „Informations-“ oder „Wissensgesellschaft“

In allen diesen Forschungsbereichen geht es ihm nicht allein um die theoretische und empirische Analyse von Entwicklungstendenzen, sondern ebenso um die Einflussnahme auf und Mitwirkung an dieser Entwicklung im Sinne der Nutzung bestehender Gestaltungsspielräume in Wirtschaft, Gesellschaft und Politik.

## Institutionelle und politische Aktivitäten
Schmiede hatte zahlreiche Funktion in der akademischen Selbstverwaltung inne. U. a. war er 1992/93 und 2009–2011 Dekan sowie 2001–2005 Prodekan des Fachbereichs Gesellschafts- und Geschichtswissenschaften, 1993–1997 Sprecher der Professorengruppe Demokratische Hochschule und 1997–1999 Vizepräsident der Technischen Universität Darmstadt. Er arbeitete langjährig im Senat, in verschiedenen Ausschüssen und Arbeitsgruppen der TH/TU Darmstadt mit. Von 1997 bis 2000 war er Chairman des GLOBAL INFO Consortiums (BMBF, DFG, wiss. Fachgesellschaften, Verlage, Bibliotheken) und Gesamt-Programmdirektor des BMBF-Förderschwerpunkts GLOBAL INFO zur wissenschaftlichen Fachinformation. Zwischen 1999 und 2005 war er Mitglied im Advisory Board des europäischen DELOS Network of Excellence on Digital Libraries.
Er war Organization Chair der European Conference on Digital Libraries 2001 in Darmstadt und hatte dort zahlreiche Funktionen in Program Committees inne. Zwischen 1996 und 2007 war er stellvertretender Sprecher der interdisziplinären Graduiertenkollegs „Technisierung und Gesellschaft“ sowie „Infrastruktur für den elektronischen Markt“ an der TU Darmstadt, 2006–2015 Mitantragsteller und Mitglied im interdisziplinären Graduiertenkolleg „Topologie der Technik“ an der TU Darmstadt und 2012–2016 Mitarbeiter in der Core Group und Financial Rapporteur des EU-COST-Netzwerks „The Dynamics of Virtual Work“.

## Mitgliedschaften
- Deutsche Gesellschaft für Soziologie
- Sektion Arbeits- und Industriesoziologie in der Deutschen Gesellschaft für Soziologie (Sprecher 1986–1990)
- Deutsche Vereinigung für sozialwissenschaftliche Arbeitsmarktforschung SAMF (Vorstandsmitglied 1986–1997, ab 1995 Sprecher)
- Gesellschaft für Informatik
- Institute of Electrical and Electronics Engineers, IEEE
- DeputyChair Technical Committee der IEEE on Digital Libraries
- Mitglied im Editorial Board des International Journal on Digital Libraries

## Schriften (Auswahl)

### Bücher
- Rudi Schmiede: Grundprobleme der Marx'schen Akkumulations- und Krisentheorie (= Sozialwissenschaftliche Paperbacks). Athenäum-Verlag, Frankfurt/Main 1973, ISBN 978-3-7610-5873-2.
- Rudi Schmiede, Edwin Schudlich: Die Entwicklung der Leistungsentlohnung in Deutschland. Eine historisch-theoretische Untersuchung zum Verhältnis von Lohn und Leistung unter kapitalistischen Produktionsbedingungen, Forschungsberichte des Instituts für Sozialforschung. 1. Aufl. 1976, Frankfurt/Main (= Forschungsberichte des Instituts für Sozialforschung Frankfurt am Main.). 4. Auflage. Campus-Verlag, Frankfurt/Main, New York 1981, ISBN 978-3-921096-68-0.
- Friedrich Buttler, Knut Gerlach, Rudi Schmiede (Hrsg.): Arbeitsmarkt und Beschäftigung. Neuere Beiträge zur institutionalistischen Arbeitsmarktanalyse (= Sozialwissenschaftliche Arbeitsmarktforschung. Band 14). Campus-Verlag, Frankfurt/Main, New York 1987, ISBN 978-3-593-33799-9.
- Rudi Schmiede (Hrsg.): Virtuelle Arbeitswelten. Arbeit, Produktion und Subjekt in der „Informationsgesellschaft“. Vorwort von Rudi Schmiede, pp. 7–14. edition sigma, Berlin 1996, ISBN 978-3-89404-424-4.
- Andrea Baukrowitz, Thomas Berker, Andreas Boes, Sabine Pfeiffer, Rudi Schmiede, Mascha Will-Zocholl (Hrsg.): Informatisierung der Arbeit – Gesellschaft im Umbruch. edition sigma, Berlin 2006, ISBN 978-3-89404-547-0.
- Alexandra Manzei, Rudi Schmiede (Hrsg.): 20 Jahre Wettbewerb im Gesundheitswesen – Theoretische und empirische Analysen zur Ökonomisierung von Medizin und Pflege (= Gesundheit und Gesellschaft). Springer Fachmedien, Wiesbaden 2014, ISBN 978-3-658-02701-8.
- Rudi Schmiede: Arbeit im informatisierten Kapitalismus – Aufsätze 1976–2015 (= Edition sigma). Nomos, Baden-Baden 2015, ISBN 978-3-8452-7128-6.

Herausgabe der Schriftenreihe „Darmstädter Studien zu Arbeit, Technik und Gesellschaft“, Aachen: Shaker-Verlag, bislang 15 Bände

### Aufsätze
- Rudi Schmiede/David Yaffe: Staatsausgaben und die Marxsche Krisentheorie, in: Volkhard Brandes (Hg.), Handbuch 1: Perspektiven des Kapitalismus, Frankfurt/Main, Köln 1974, pp. 36–70
- Rudi Schmiede: Das deutsche „Wirtschaftswunder“, in: Die Linke im Rechtsstaat, Bd. 1: Bedingungen sozialistischer Politik 1945–1965, Berlin/West 1976, pp. 107–138
- Rudi Schmiede: Das Ende des westdeutschen Wirtschaftswunders 1966–1977, in: Die Linke im Rechtsstaat, Bd. 2: Bedingungen sozialistischer Politik 1965 bis heute, Berlin/West 1979, pp. 34–78
- Rudi Schmiede: Taylorismus, Zeitökonomie und Kapitalverwertung in der Entwicklung des deutschen Kapitalismus, in: Bettina Wassmann/Joachim Müller (Hg.), L'Invitation au Voyage zu Alfred Sohn-Rethel (Festschrift zu seinem 80. Geburtstag), Bremen 1979, pp. 1–27 (separate Heftung)
- Rudi Schmiede: Rationalisierung und reelle Subsumtion. Überlegungen zu den Arbeiten des Frankfurter Instituts für Sozialforschung 1970 bis 1980, in: Leviathan, Jg. 8 (1980), Heft 4 (März 1981), pp. 472–497
- Rudi Schmiede: Abstrakte Arbeit und Automation. Zum Verhältnis von Industriesoziologie und Gesellschaftstheorie, in: Leviathan, Jg. 11 (1983), Heft 1, pp. 55–78
- Rudi Schmiede: Reelle Subsumtion als gesellschaftstheoretische Kategorie, in: Wilhelm Schumm (Hg.), Zur Entwicklungsdynamik des modernen Kapitalismus. Beiträge zur Gesellschaftstheorie, Industriesoziologie und Gewerkschaftsforschung. Symposium für Gerhard Brandt, Frankfurt/Main, New York (Campus) 1988, pp. 21–38
- Rudi Schmiede: Informatisierung und gesellschaftliche Arbeit. Strukturveränderungen von Arbeit und Gesellschaft, in: Rudi Schmiede (Hrsg.): Virtuelle Arbeitswelten. Arbeit, Produktion und Subjekt in der „Informationsgesellschaft“, Berlin (edition sigma) 1996, pp. 107–128
- Rudi Schmiede: Informatisierung, Formalisierung und kapitalistische Produktionsweise – Entstehung der Informationstechnik und Wandel der gesellschaftlichen Arbeit, in: Rudi Schmiede (Hrsg.): Virtuelle Arbeitswelten. Arbeit, Produktion und Subjekt in der „Informationsgesellschaft“, Berlin (edition sigma) 1996, pp. 15–47
- Rudi Schmiede: Informatisierung und Subjektivität, in: Wilfried Konrad/Wilhelm Schumm (Hrsg.): Wissen und Arbeit. Neue Konturen von Wissensarbeit, Münster/Westf.: Verlag Westfälisches Dampfboot 1999, pp. 134–151
- Rudi Schmiede: Digital Library Activities in Germany. The German Digital Library Program GLOBAL INFO, in: IEEE Forum on Research and Technology Advances in Digital Libraries. IEEE ADL ´99, Proceedings, May 19–21, 1999, Baltimore, MD, pp. 73–83
- Wolfgang Meier/Natascha Schumann/Sue Heise/Rudi Schmiede: SozioNet: Networking Social Science Resources, in: Traugott Koch/Ingeborg Torvik SÆlvberg (Hrsg.): Research and Advanced Technology for Digital Libraries. 7th European Conference, ECDL 2003, Trondheim, Norway, August 17–22, 2003. Proceedings, Berlin etc.: Springer Lecture Notes in Computer Science 2769, pp. 245–256
- Rudi Schmiede: Scientific Work and the Usage of Digital Scientific Information – Some Notes on Structures, Discrepancies, Tendencies, and Strategies, in: Matthias Hemmje/Claudia Niederee/Thomas Risse (Hrsg.): From Integrated Publication and Information Systems to Virtual Information and Knowledge Environments. Essays Dedicated to Erich J. Neuhold on the Occasion of His 65th Birthday, Berlin/Heidelberg/New York: Springer, Lecture Notes in Computer Science 3379, 2005, pp. 107–116
- Rudi Schmiede: Wissen und Arbeit im „Informational Capitalism“, in: Andrea Baukrowitz/Thomas Berker/Andreas Boes/Sabine Pfeiffer/Rudi Schmiede/Mascha Will (Hrsg.): Informatisierung der Arbeit – Gesellschaft im Umbruch, Berlin: edition sigma, 2006, pp. 455–488
- Rudi Schmiede/Natascha Schumann/Wolfgang Meier: Das sozialwissenschaftliche Web-Informationssystem SozioNet, in: Rehberg, Karl-Siegbert (Hrsg.): Soziale Ungleichheit, kulturelle Unterschiede: Verhandlungen des 32. Kongresses der Deutschen Gesellschaft für Soziologie in München. Teilbde. 1 und 2, Frankfurt am Main: Campus Verlag, 2006, S. 3495–3506
- Rudi Schmiede: Upgrading Academic Scholarship – Challenges and Chances of the Digital Age, in: Library Hi Tech (Emerald Group Publishing Ltd.) Vol. 27 No. 4, 2009, pp. 624–633 (special issue: “Upgrading the eLibrary: enhanced information services driven by technology and economics”, Proceedings of the 9th International Bielefeld Conference, Bielefeld, Germany, 3–5 February 2009, Theme editors: Michael Höppner, Wolfram Horstmann and Sabine Rahmsdorf)
- Rudi Schmiede/Christian Schilcher: Arbeits- und Industriesoziologie, in: Georg Kneer/Markus Schroer (Hrsg.): Handbuch Spezielle Soziologien, Wiesbaden: VS Verlag, 2010, pp. 11–35 (zugänglich unter: nbn-resolving.de/urn:nbn:de:0168-ssoar-256213)
- Rudi Schmiede/Mascha Will-Zocholl: Engineers' Work on the Move. Challenges in Automobile Engineering in a Globalized World, in: Engineering Studies. Journal of the International Network for Engineering Studies, Routledge (Taylor & Francis Group); special issue on „Engineering and the Workplace“, 2011, pp. 1–21
- Rudi Schmiede: Macht Arbeit depressiv? Psychische Erkrankungen im flexiblen Kapitalismus, in: Cornelia Koppetsch (Hrsg.): Die Innenwelten des Kapitalismus. Zur Transformation moderner Subjektivität, Wiesbaden: VS-Verlag für Sozialwissenschaften, 2011, pp. 113–138 (zugänglich unter: http://nbn-resolving.de/urn:nbn:de:0168-ssoar-256202)
- Rudi Schmiede: Informationsgesellschaft, in: Hartmut Hirsch-Kreinsen/Heiner Minssen (Hrsg.): Lexikon der Arbeits- und Industriesoziologie, Berlin: edition sigma 2013, pp. 285–290 (vgl. www.lais.edition-sigma.de); (zugänglich unter: https://www.academia.edu/attachments/31328185/download_file)
- Rudi Schmiede: Homo faber digitalis? Zur Dialektik von technischem Fortschritt und Arbeitsorganisation, in: Mittelweg 36. Zeitschrift des Hamburger Instituts für Sozialforschung, Jg. 24 H. 6, Dez. 2015/Januar 2016, pp. 37–58 (zugänglich unter: http://nbn-resolving.de/urn:nbn:de:0168-ssoar-51823-8)
- Rudi Schmiede: Informationsgesellschaft [aktualisierte Version], in: Hartmut Hirsch-Kreinsen/Heiner Minssen (Hg.): Lexikon der Arbeits- und Industriesoziologie, 2. Aufl. Baden-Baden: Nomos/edition sigma 2017, pp. 187–190
- Rizwana Yousaf/Rudi Schmiede: Barriers to women‘s underrepresentation in academic excellence and positions of power, in: Asian Journal of German and European Studies, 2017, 2:2, 13 pp. (zugänglich unter: DOI:10.1186/s40856-017-0013-6)
- Rudi Schmiede: Die Anerkennung der Geistes- und Sozialwissenschaften an der TH/TU Darmstadt, in: Christof Dipper/Manfred Efinger/Isabel Schmidt/Dieter Schott (Hg.): Epochenschwelle in der Wissenschaft. Beiträge zu 140 Jahren TH/TU Darmstadt (1877–2017), Darmstadt: Justus von Liebig Verlag, 2017, pp. 207–217 [zugänglich unter: https://www.researchgate.net/publication/321781427_Die_Anerkennung_der_Geistes-_und_Sozialwissenschaften_an_der_THTU_Darmstadt]